# Бряг Фойн
Бряг Фойн (на английски: Foyn Coast) е част от крайбрежието на Западна Антарктида, в средната част на източния сектор на Земя Греъм, простиращ се между 66°44’ и 67°25’ ю.ш. и 63°35’ и 65°30’ з.д. Брегът заема участък от средната част на източното крайбрежие на Земя Греъм, покрай западните брегове на море Уедъл, част от атлантическия сектор на Южния океан. На север граничи с Брега Оскар ІІ, а на юг – с Брега Боумън на Земя Греъм. Крайбрежието му е силно разчленено от множество ледени заливи – Кабинет, Мил и др., полуострови и крайбрежни острови, всички те „бронирани“ в ледената хватка на средната част на големия шелфов ледник Ларсен.
Повсеместно е покрит с дебела ледена броня, над която стърчат отделни оголени върхове и нунатаки на платото Ейвъри, от което към шелфовия ледник Ларсен се спускат малки и къси планински ледници. В северната му част се издига връх Слесор 2328 m, най-високата точка на Земя Греъм.
Този участък от източния бряг на Земя Греъм е открит и изследван през 1893 г. от шведската антарктическа експедиция, ръководена от Карл Антон Ларсен, който го наименува в чест на Свен Фойн (1809 – 1894), китоловен магнат, изобретател на харпунното оръдие, спонсор на експедицията.